# Muttsijaure
Muttsijaure är en sjö i Gällivare kommun i Lappland och ingår i Kalixälvens huvudavrinningsområde. Sjön har en area på 0,621 kvadratkilometer och ligger 529,9 meter över havet. Muttsijaure ligger i Lina fjällurskog Natura 2000-område.

## Delavrinningsområde
Muttsijaure ingår i det delavrinningsområde (749035-169357) som SMHI kallar för Utloppet av Muttsijaure. Medelhöjden är 549 meter över havet och ytan är 4,16 kvadratkilometer. Det finns inga avrinningsområden uppströms utan avrinningsområdet är högsta punkten. Vattendraget som avvattnar avrinningsområdet har biflödesordning 3, vilket innebär att vattnet flödar genom totalt 3 vattendrag innan det når havet efter 320 kilometer. Avrinningsområdet består mestadels av skog (60 procent) och sankmarker (25 procent). Avrinningsområdet har 0,62 kvadratkilometer vattenytor vilket ger det en sjöprocent på 15 procent.